# Chaetisothrips reticulatus
Chaetisothrips reticulatus är en insektsart som först beskrevs av D. L. Crawford 1910.  Chaetisothrips reticulatus ingår i släktet Chaetisothrips och familjen smaltripsar. Inga underarter finns listade i Catalogue of Life.